# Storden
Storden is een plaats (city) in de Amerikaanse staat Minnesota, en valt bestuurlijk gezien onder Cottonwood County.

## Demografie
Bij de volkstelling in 2000 werd het aantal inwoners vastgesteld op 274.
In 2006 is het aantal inwoners door het United States Census Bureau geschat op 258, een daling van 16 (-5,8%).

## Geografie
Volgens het United States Census Bureau beslaat de plaats een oppervlakte van
0,6 km², geheel bestaande uit land. Storden ligt op ongeveer 430 m boven zeeniveau.

## Plaatsen in de nabije omgeving
De onderstaande figuur toont nabijgelegen plaatsen in een straal van 24 km rond Storden.